# Capacité de remboursement
La capacité de remboursement d'un emprunt est le montant des liquidités qui peuvent être dégagées par l'emprunteur à l'échéance pour le rembourser.
Pour les prêts remboursables mensuellement par un particulier, ce sont ses revenus mensuels moins ses charges incompressibles. Les banques utilisent en particulier des normes correspondant à un pourcentage des revenus stables de l'emprunteur (par exemple 25 ou 30 % du salaire).
Ce calcul est notamment opéré par les agences de notation financière.
Pour les prêts à une entreprise, c'est :
- pour un emprunt à moyen terme, la capacité d'autofinancement « libre » (= après déduction des besoins d'investissements courants incompressibles) qu'elle peut dégager à chaque échéance d'amortissement du prêt ;
- pour un prêt à court terme, c'est le montant de sa trésorerie prévisible à l'échéance en tenant compte en particulier des paiements que l'entreprise recevra de ses clients avant cette date.